# أبشار
قسم أبشار الريفي (بالفارسية: دهستان دارخوین) هي قسم تقع في إيران في القسم المركزي. يقدر عدد سكانها بـ 10,832 نسمة .